# WDF World Darts Championship
| WDF World Darts Championship | WDF World Darts Championship                                                             |
| ---------------------------- | ---------------------------------------------------------------------------------------- |
| Sportart                     | Darts                                                                                    |
| Organisator                  | WDF                                                                                      |
| Turnierart                   | Ranglistenturnier                                                                        |
| Austragungsort               | Lakeside Country Club, Frimley Green                                                     |
| Austragungszeitraum          | Dezember                                                                                 |
| Rekordsiegerin               | Beau Greaves                                                                             |
| amtierende Sieger            | Shane McGuirk (Herren) Beau Greaves (Damen) Archie Self (Jungen) Paige Pauling (Mädchen) |
| Letzte Austragung            | WDF World Darts Championship 2024                                                        |
| Nächste Austragung           | WDF World Darts Championship 2025                                                        |

Die WDF World Darts Championship (auch: Lakeside World Championship) ist eines von zwei Major-Turnieren der World Darts Federation und ist neben dem WDF World Cup eine von zwei Weltmeisterschaften des Verbandes. Sie ist eine der World Professional Darts Championships und steht damit in Konkurrenz zur PDC World Darts Championship, der offiziellen Weltmeisterschaft der Professional Darts Corporation.
Die WDF World Darts Championship wurde als Nachfolgeturnier der letztmals im Jahr 2020 ausgetragenen BDO World Darts Championship geschaffen und findet in deren traditionellem Austragungsort, dem Lakeside Country Club in Frimley Green, statt.

## Geschichte
Das Turnier versteht sich als offizielles Nachfolgeturnier der BDO World Darts Championship, welche im Jahr 2020 mit der Liquidation der British Darts Organisation zum letzten Mal ausgetragen wurde.
Am 23. November 2022 wurde bekanntgegeben, dass das Turnier bis voraussichtlich 2025 im Lakeside Country Club in Frimley Green ausgetragen werden soll. Am 23. Dezember 2022 teilte die WDF schließlich mit, dass das Turnier ab 2023 im Dezember ausgetragen wird, um terminlichen Überschneidungen mit der PDC Qualifying School und einem damit verbundenen Ausfall von Spielern zu vermeiden.

## Format
Die WDF World Darts Championship wird in die vier verschiedenen Klassen „Herren“, „Damen“, „Jungen“ und „Mädchen“ unterteilt und ist die erste Professional World Championship, welche diese Unterteilung in der Jugend vornimmt. Alle Spiele werden dabei im Modus Best of Sets und der Spielvariante Double-Out gespielt. Die Anzahl der zu gewinnenden Sets steigt dabei je nach Runde an.
Ein Set gewinnt der Spieler, der als erstes drei Legs für sich entscheidet. Ein Leg gewinnt der Spieler, der als erstes genau 501 Punkte wirft. Der letzte Wurf eines Legs muss auf ein Doppelfeld erfolgen.
Bei den Herren und Damen starten die gesetzten Spieler in der zweiten Runde. Alle anderen Spieler müssen zuvor die erste Runde überstehen.

## Qualifikation
Je nach Geschlecht und Altersklasse fallen die Qualifikationskriterien unterschiedlich aus. Aktuell (Stand: 2022) nehmen am Herrenturnier 48 Spieler teil, dazu zählt die Top 16 der WDF Main Ranking Table sowie die Top zwei der WDF Regional Tables. Dazu kommen die Gewinner der Gold- und Platin-Turniere der WDF und gegebenenfalls weitere Spieler der Weltrangliste. Vier letzte Startplätze werden über einen offenen Qualifier im Rahmen des World Masters im Vorjahr vergeben.
Bei den Damen qualifizieren sich insgesamt 24 Spielerinnen für das Turnier, aufgeteilt in die Top 8 der WDF Main Ranking Table und die Erstplatzierten der einzelnen WDF Regional Tables. Dazu kommen ebenfalls die Siegerinnen der Gold- und Platin-Turniere und gegebenenfalls weitere Spielerinnen der Weltrangliste. Zwei letzte Startplätze werden über einen offenen Qualifier im Rahmen des World Masters im Vorjahr vergeben.
Im Jugendbereich werden alle Startplätze über einen offenen Qualifier im Rahmen des World Masters vergeben. Bei den Jungen handelt es sich dabei um vier Plätze, bei den Mädchen um zwei Plätze. Ab 2024 sollen sich die Teilnehmendenzahlen im Jugendbereich jeweils verdoppeln.

## Preisgelder
Insgesamt werden bei der WDF World Darts Championship aktuell (Stand: 2024) £ 221.000 Preisgeld ausgeschüttet. Es unterteilt sich dabei wie folgt:

### Herren
| Position (Anzahl der Spieler) | Position (Anzahl der Spieler) | Preisgeld |
| ----------------------------- | ----------------------------- | --------- |
| Gewinner                      | (1)                           | £ 50.000  |
| Finalist                      | (1)                           | £ 16.000  |
| Halbfinalisten                | (2)                           | £ 8.000   |
| Viertelfinalisten             | (4)                           | £ 4.000   |
| Achtelfinalisten              | (8)                           | £ 2.000   |
| Verlierer der 2. Runde        | (16)                          | £ 1.250   |
| Verlierer der 1. Runde        | (32)                          | £ 750     |
|                               |                               |           |
|                               |                               | £ 146.000 |

### Damen
| Position (Anzahl der Spieler) | Position (Anzahl der Spieler) | Preisgeld |
| ----------------------------- | ----------------------------- | --------- |
| Gewinner                      | (1)                           | £ 25.000  |
| Finalist                      | (1)                           | £ 8.000   |
| Halbfinalisten                | (2)                           | £ 4.000   |
| Viertelfinalisten             | (4)                           | £ 2.000   |
| Achtelfinalisten              | (8)                           | £ 1.000   |
| Verlierer der 1. Runde        | (16)                          | £ 750     |
|                               |                               |           |
|                               |                               | £ 63.000  |

### Jungen
| Position (Anzahl der Spieler) | Position (Anzahl der Spieler) | Preisgeld |
| ----------------------------- | ----------------------------- | --------- |
| Gewinner                      | (1)                           | £ 3.000   |
| Finalist                      | (1)                           | £ 1.500   |
| Halbfinalisten                | (2)                           | £ 1.000   |
| Viertelfinalisten             | (4)                           | £ 500     |
|                               |                               |           |
|                               |                               | £ 8.500   |

### Mädchen
| Position (Anzahl der Spieler) | Position (Anzahl der Spieler) | Preisgeld |
| ----------------------------- | ----------------------------- | --------- |
| Gewinner                      | (1)                           | £ 1.500   |
| Finalist                      | (1)                           | £ 1.000   |
| Halbfinalisten                | (2)                           | £ 500     |
|                               |                               |           |
|                               |                               | £ 3.500   |

## Finalergebnisse

### Herren
| Jahr | Austragungsort                       | Sieger        | Ergebnis | Finalist         | Preisgeld  | Preisgeld |
| Jahr | Austragungsort                       | Sieger        | Ergebnis | Finalist         | Gesamt     | Sieger    |
| ---- | ------------------------------------ | ------------- | -------- | ---------------- | ---------- | --------- |
| 2022 | Lakeside Country Club, Frimley Green | Neil Duff     | 6 : 5    | Thibault Tricole | 0£ 200.000 | 0£ 50.000 |
| 2023 | Lakeside Country Club, Frimley Green | Andy Baetens  | 6 : 1    | Chris Landman    | 0£ 170.000 | 0£ 50.000 |
| 2024 | Lakeside Country Club, Frimley Green | Shane McGuirk | 6 : 3    | Paul Lim         | 0£ 146.000 | 0£ 50.000 |

### Damen
| Jahr | Austragungsort                       | Sieger       | Ergebnis | Finalist          | Preisgeld | Preisgeld |
| Jahr | Austragungsort                       | Sieger       | Ergebnis | Finalist          | Gesamt    | Sieger    |
| ---- | ------------------------------------ | ------------ | -------- | ----------------- | --------- | --------- |
| 2022 | Lakeside Country Club, Frimley Green | Beau Greaves | 4 : 0    | Kirsty Hutchinson | 0£ 87.500 | 0£ 25.000 |
| 2023 | Lakeside Country Club, Frimley Green | Beau Greaves | 4 : 1    | Aileen de Graaf   | 0£ 75.000 | 0£ 25.000 |
| 2024 | Lakeside Country Club, Frimley Green | Beau Greaves | 4 : 1    | Sophie McKinlay   | 0£ 63.000 | 0£ 25.000 |

### Jungen
| Jahr | Austragungsort                       | Sieger                 | Ergebnis | Finalist      | Preisgeld | Preisgeld |
| Jahr | Austragungsort                       | Sieger                 | Ergebnis | Finalist      | Gesamt    | Sieger    |
| ---- | ------------------------------------ | ---------------------- | -------- | ------------- | --------- | --------- |
| 2022 | Lakeside Country Club, Frimley Green | Bradly Roes            | 3 : 1    | Charlie Large | 0£ 9.500  | 0£ 5.000  |
| 2023 | Lakeside Country Club, Frimley Green | Bradley van der Velden | 3 : 0    | Adam Dee      | 0£ 9.000  | 0£ 5.000  |
| 2024 | Lakeside Country Club, Frimley Green | Archie Self            | 3 : 2    | Jenson Walker | 0£ 8.500  | 0£ 3.000  |

### Mädchen
| Jahr | Austragungsort                       | Sieger           | Ergebnis | Finalist        | Preisgeld | Preisgeld |
| Jahr | Austragungsort                       | Sieger           | Ergebnis | Finalist        | Gesamt    | Sieger    |
| ---- | ------------------------------------ | ---------------- | -------- | --------------- | --------- | --------- |
| 2022 | Lakeside Country Club, Frimley Green | Eleanor Cairns   | 2 : 0    | Wibke Riemann   | 0£ 3.000  | 0£ 2.000  |
| 2023 | Lakeside Country Club, Frimley Green | Aurora Fochesato | 2 : 0    | Krisztina Turai | 0£ 3.000  | 0£ 2.000  |
| 2024 | Lakeside Country Club, Frimley Green | Paige Pauling    | 2 : 0    | Sophie McKinlay | 0£ 3.500  | 0£ 1.500  |